# Грачов Віталій Андрійович
Віталій Андрійович Грачов (1903—1978) — радянський конструктор автомобільної та бронетанкової техніки. Лауреат двох Сталінських премій третього ступеня.

## Біографія
Народився 23 січня 1903 року в Томську, в сім'ї судновласника.
Батько, виходець із селян, заснував свою справу, мати працювала земським лікарем.
Віталій Андрійович був п'ятою дитиною у великій родині.
Батьки Віталія були дуже різними за характером людьми: мати була природженим лідером, жінкою з твердим і непростим характером, а батько — повна їй протилежність — м'яким і поступливим.
Сам Грачов успадкував материнський характер. Він рано пішов із сім'ї у самостійне життя.
З ранніх років цікавився інженерною справою, що особливо проявилося при конструюванні нових автомобілів.
Молодий Грачов служив техніком в авіаційних частинах, потім працював кіномеханіком.
У 1923 році вступив до Томський технологічний інститут, з якого в 1927 році був відрахований за «непролетарське походження».*
У грудні 1931 року він був безробітним і по мобілізації був направлений в технічний відділ Нижньогородського автозаводу, що саме будується в той час.
У 1936 році, за кермом самостійно розробленої машини легкого всюдихода «ГАЗ-АААА», на якому брав участь у знаменитому Каракумсько-Памірському автопробігу за маршрутом Горький — Памір — Москва .
В. А. Грачову вдалося встояти у роки репресій, а після підтримки Наркома Серго Орджонікідзе приступати до самостійної конструкторської роботи.
В 1937 році під його керівництвом був розроблений вантажопасажирський тривісний автомобіль ГАЗ-21 (згодом той же індекс дали першої «Волзі»), на базі якого згодом було створено семимісний легковий автомобіль і два бронеавтомобілі.
У 1938—1939 роках проектує перший радянський легковий всюдихід ГАЗ-61 (перший радянський повнопривідний автомобіль на базі шестициліндрової «Емки»), який до наших днів так і залишився неперевершеним по динаміці і прохідності для машин цього класу.
Рішення про початок розробки ГАЗ-61 Віталій Андрійович «пробив» з величезним трудом, у самого К. Є. Ворошилова.
Ця машина пішла в серію вже в кінці 1940-х років.
Відразу ж після початку війни Грачовим був створений легкий кулеметний бронеавтомобіль, що отримав високу оцінку Й. В. Сталіна і
випускався масово радянською промисловістю для потреб фронту.
У 1941–1944 роках під його керівництвом були розроблені армійський джип ГАЗ-64 і бронеавтомобілі БА-64 і БА-64Б на його базі, автомобіль ГАЗ-67, а також єдина в світі колісна самохідна гармата ГАЗ-68 (КСП-76)
та інші зразки колісної військової техніки.
У вересні 1944 року В. А. Грачов був призначений Головним конструктором автозавода в Дніпропетровську, де ним був створений армійський плаваючий автомобіль ДАЗ-485.
З 1951 року — заступник Головного конструктора і з 1954 року — Головний конструктор спеціального конструкторського бюро автомобільного Заводу імені В. В. Сталіна (Заводу імені В. А. Лихачова) в Москві (призначений за ініціативою
Військового Міністра СРСР, Маршала Радянського Союзу Г. К. Жукова), де під його керівництвом були створені автомобілі ЗИЛ-157, ЗИЛ-134, ракетоносець ЗІЛ-135К (єдине в світі серійне шасі з двома автоматичними коробками передач), бронетранспортери БТР-152А, БТР-152Б, середні колісні артилерійські тягачі, багатоцільові армійські транспортери і встановлення на їхній базі.
Віталій Андрійович Грачов — творець автомобіля ЗІЛ-135Л, на якому можна було перевозити вантаж, що перевищує вагу автомобіля (вперше в світі застосував пластик при виготовленні корпусу).
Ним створений снігохід ЗІЛ-167. Для підвищення прохідності машин встановив реактивний двигун, для збільшення маневреності використовував літакові шасі.
Під керівництвом В. О. Грачова було створено 88 нових конструкцій автомобілів, які забезпечили для СРСР лідируюче положення у світі в галузі автомашин для важких умов.
Віталій Андрійович мав високопрофесійну інженерну підготовку, що дозволяла його колективу швидко освоювати найважчі завдання: за деякими виробами час від початку розробки до випробувань обчислювалася шістьма-вісьмома тижнями.

## Нагороди
Постановою Ради Народних Комісарів СРСР № 485 від 10.04.1942 Віталій Андрійович Грачов був удостоєний Сталінської премії III ступеня «За розробку нових конструкцій автомашини ГАЗ-64 і бронеавтомобіля БА-64».
Постановою Ради Народних Комісарів СРСР № 981 від 14.03.1951 Віталій Андрійович Грачов у складі колективу був удостоєний
Сталінської премії ІІІ ступеня «За створення нового зразка автомобіля (тривісної амфібії ДАЗ-485)».
Нагороджений орденами Леніна, Трудового Червоного Прапора і медалями.

Йому встановлено меморіальний знак на території випробувального полігону.